# Bekim Kastrati
Bekim Kastrati (* 25. März 1979 in Peć, SFR Jugoslawien, heute Kosovo) ist ein ehemaliger albanischer Fußballspieler und aktueller -trainer.

## Karriere

### Verein
Kastrati spielte zu Beginn seiner Karriere u. a. beim FC Wegberg-Beeck, bei Aris Thessaloniki und seinem Jugendverein KF Peja.
2004 wechselte Kastrati vom Amateurklub Borussia Freialdenhoven zu Borussia Mönchengladbach. Als Stürmer in der U-23 wurde er in der Saison 2005/06 mit 29 Toren in der Oberliga Nordrhein Torschützenkönig. Außerdem absolvierte er vier Spiele für die Profimannschaft.
Um mehr Spielpraxis als Profi zu bekommen, wechselte er 2006 zu Eintracht Braunschweig in die 2. Bundesliga. Nach nur einem Jahr mit sehr viel Verletzungspech (Kreuzbandriss) wechselte Bekim Kastrati zur Saison 2007/08 in die Regionalliga Nord zum Ligakonkurrenten Fortuna Düsseldorf, wo er an seine sportlichen Erfolge anknüpfen wollte. Im Januar 2008 zog er sich in einem Testspiel gegen den FC Bayern München einen Hodenriss zu.
Im Sommer 2009 unterschrieb Kastrati beim Drittligisten Dynamo Dresden einen Vertrag für ein Jahr.
In Dresden konnte er sich allerdings nicht wie gewünscht durchsetzen und wurde in den Kader der zweiten Mannschaft abgeschoben. Daraufhin bat Kastrati um Januar 2010 um Auflösung seines Vertrags. Zuvor hatte er bereits ein Probetraining in Bonn beim dortigen Regionalligisten Bonner SC absolviert. Dort überzeugte er und unterschrieb in Bonn einen Vertrag bis zum Ende der Saison 2010/11. Direkt in seinem ersten Ligaspiel für Bonn traf Kastrati doppelt und führte den Bonner SC so zu einem 5:1-Sieg über Wormatia Worms. Trotz des Klassenerhalts erhielt der Bonner SC keine Lizenz für die Saison 2010/11 in der Regionalliga. Damit wurde auch der Vertrag von Kastrati aufgelöst. Er unterschrieb daraufhin einen Vertrag beim Wuppertaler SV Borussia, der ebenfalls in der Regionalliga West spielt. Im Oktober 2011 wurde er von Neu-Trainer Hans-Günter Bruns aus dem Profikader gestrichen und spielt fortan für die Reserve in der Niederrheinliga.
Im Sommer 2012 schloss er sich dem Oberligisten TuS Bösinghoven an, den er nach der Saison 2012/13 wieder verließ. Am 12. August 2013 gab der Bezirksligist SC Rheindahlen die Verpflichtung Kastratis bekannt. Dort absolvierte er in der Saison 2013/14 zehn Ligaspielen, in denen er drei Tore erzielte. Hierbei trat er kurzzeitig als Spielertrainer in Erscheinung, in dem er sich auch selbst einsetzte, und konzentrierte sich ab der Saison 2014/15 nur mehr auf seine Trainertätigkeit. Im Sommer 2016 wurde bekanntgegeben, dass Kastrati als Trainer am DFB-Stützpunkt Mönchengladbach/Viersen aufgenommen wurde. Im November 2017 übernahm er das Traineramt des Bezirksligisten SV Mönchengladbach. Für die Saison 2018/19 stellte die DJK Teutonia St. Tönis Kastrati als neuen Trainer vor, 2020 führte er den Verein in die Oberliga und im September 2021 schied er auf eigenen Wunsch wieder aus.
Anfang September 2022 verpflichtete der Regionalligist SV Straelen Kastrati als Cheftrainer. Bei dem Tabellenletzten wurde er Nachfolger des zurückgetretenen Sunday Oliseh. In den 13 Spielen bis zur Winterpause blieb die Mannschaft auf dem letzten Tabellenplatz. Am Tag des Trainingsauftakts nach der Winterpause Anfang Januar 2023 stellte ihn der Verein frei.

### Nationalmannschaft
Im Jahre 2006 wurde Kastrati in drei Länderspielen der albanischen Nationalmannschaft eingesetzt. Weitere Einsätze blieben in der Folgezeit aus.